# Jiro Taniguchi
Jiro Taniguchi (谷口 ジロー, Taniguchi Jiro, Tottori, 14 augustus 1947 – Tokio, 11 februari 2017) was een Japans mangaka. Hij werd geridderd tot ridder van de Orde van Kunsten en Letteren in Frankrijk.

## Carrière

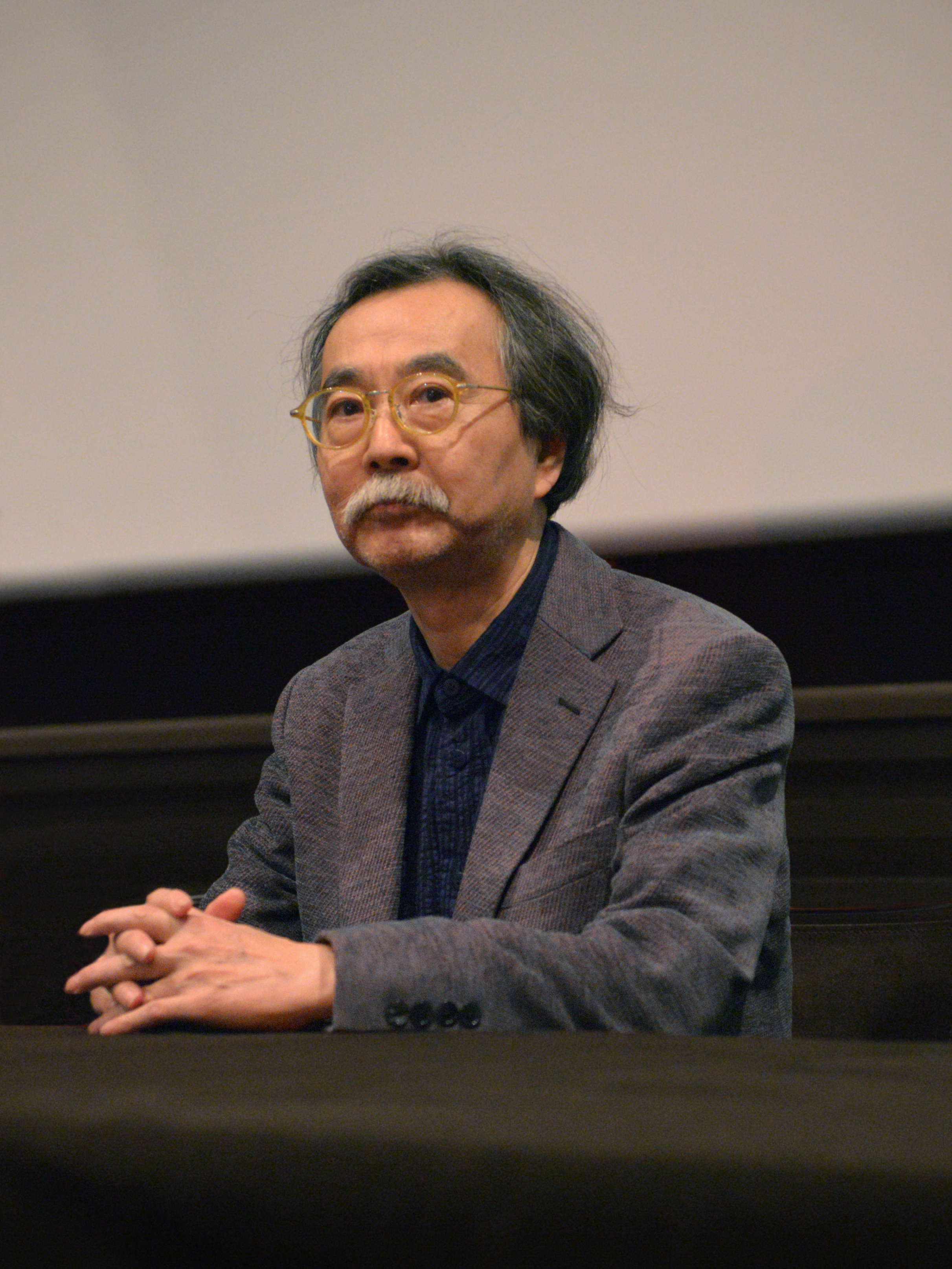
Jiro Taniguchi op het Internationaal stripfestival van Angoulême in 2015.

Taniguchi begon zijn carrière als assistent voor mangaka Kyota Ishikawa. Hij maakte zijn debuut in 1970 met Kareta Heya. Het werk werd gepubliceerd in het magazine Young Comic.
Van 1978 tot 1986 maakte hij samen met scenarist Natsuo Sekigawa strips zoals City Without Defense, The Wind of the West is White en Lindo 3. Van 1987 tot 1996 creëerden ze samen de vijfdelige reeks getiteld Botchan no Jidai. In de jaren 1990 gaf hij verscheidene albums uit, waaronder Aruku Hito (歩くひと), Chichi no Koyomi (父の暦) en Hitobito Shirīzu: Keyaki no Ki (人びとシリーズ「けやきのき」).
Tussen 1980 en 1983 werkte hij samen met Garon Tsuchiya aan de manga Blue Fighter (青の戦士, Ao no Senshi), Knuckle Wars (ナックル・ウォーズ, Nakkuru Wōzu) en Live! Odyssey (LIVE! オデッセイ).
Taniguchi verzorgde de illustraties van Baku Yumemakura’s werk van 1989 tot 1990. Dit waren onder meer Kamigami no itadaki en Garouden. Kamigami no itadaki won verscheidene prijzen op het Internationaal stripfestival van Angoulême in 2002 en 2005.
In 1997 maakte hij de Ikaru (Icarus) reeks op teksten van Jean Giraud.
Jiro Taniguchi won verscheidene prijzen voor zijn oeuvre, waaronder de Tezuka Osamu Cultuurprijs in 1998 voor Botchan no Jidai, de Shogakukan Prijs voor Inu o Kau en in 2003 de Alph'Art voor beste scenario op het Internationaal stripfestival van Angoulême voor A Distant Neighborhood. Zijn werk werd vertaald in veel verscheidene talen. Onder meer de Mexicaanse filmproducent Guillermo del Toro is fan van zijn werk.
Taniguchi overleed op 11 februari te Tokio op 69-jarige leeftijd.

## Oeuvre

### 1980s en vroeger
- 1979 - Lindo 3!
- 1980 - Muboushi Toshi
- 1980 - Ooinaru Yasei
- 1981/03 - Jiken Ya Kagyou - Trouble is my Business
- 1982/03 - Ao no Senshi (Blue Fighter)
- 1982/03 - Hunting Dog
- 1983/08 - Nakkuru Wōzu – Ken no Ran (Knuckle Wars – The Fist of Rebellion)
- 1983/03 - Shin Jiken Ya Kagyou - New Trouble is my Business
- 1983/09 - Live! Odyssey
- 1984/02 - Seifuu Ha Shiroi
- 1984/12 - Rudo Boy
- 1985/10 - Enemigo
- 1986/01 - Hotel Harbour View
- 1986/10 - Blanca
- 1987/06 - Botchan no Jidai (坊っちゃんの時代), op basis van Botchan, een roman uit 1906 van Natsume Soseki
- 1988/05 - K
- 1988/06 - Ice Age Chronicle of the Earth

### 1990s
- 1990/01 - Hara Shishi Jiten
- 1990/09 - Garouden (Hungry Wolves Legend)
- 1991/06 - Samurai Non Grata
- 1992/04 - Aruku Hito -(歩くひと, vertaald De wandelende man
- 1992/09 - Kaze No Sho (vertaald in het Engels als Samurai Legend)
- 1992/10 - Inu wo Kau
- 1993/09 - Keyaki no Ki (vertaald in het Frans als L'orme du Caucase)
- 1994/09 – Mori He – Into the Forest
- 1994/11 – Chichi no Koyomi
- 1995/04 – My Father's Journal, vertaald Het dagboek van mijn vader
- 1996/04 – Benkei in New York (N.Y.の弁慶)
- 1996/07 – Blanca II (Dog of God)
- 1997/10 – Kodoku no Gourmet
- 1998/09 – Haruka na Machi e (vertaald in het Engels als A Distant Neighborhood – vertaald in het Frans als Quartier Lointain)
- 1999/01 – Tokyo Genshi Gyou
- 1999/12 – Sousaku Sha – Quest for the Missing Girl

### 2000s
- 2000/11/30 – Ikaru
- 2000/12 – Kamigami no Itadaki (The Summit of the Gods)
- 2002/09 – Ten no Taka – Sky Hawk
- 2004/11 – Toudo no Tabibito – The Ice Wanderer
- 2005/03 – Seton
- 2005/12 – Hare Yuku Sora (晴れゆく空) – A Bright Blue Sky[4] (vertaald in het Frans als Un ciel radieux)
- 2006/03 – Sampo Mono
- 2007/09 – Mahou no Yama, vertaald De magische berg
- 2008/03 – Fuyu no Doubutsuen, vertaald Een dierentuin in de winter

### 2010s
- 2013 – Tomoji (とも路)
- 2013 – My Year
- 2014 – De wachters van het Louvre